# Vrbičany (okres Kladno)
Vrbičany (Duits: Weidhöfler) is een Tsjechische gemeente in de regio Midden-Bohemen en maakt deel uit van het district Kladno. Het dorp ligt 11 km afstand van de stad Kladno en op 21 km afstand van Slaný.
Vrbičany telt 210 inwoners (2023).

## Etymologie
De naam van het dorp is afgeleid van vrba, het Tsjechische woord voor wilg, waar nog steeds veel van in de omgeving staan.

## Geschiedenis
De eerste schriftelijke vermelding van Vrbičany dateert van 1318, toen het werd genoemd door de landsheer Hynek. Door de eeuwen heen wisselden de eigenaren geregeld. De laatst bekende eigenaar, voordat het feodalisme werd afgeschaft, was de adellijke familie Clam-Martinic.
Sinds 1960 is een zelfstandige gemeente binnen het district Kladno.
In 2001 werd het dorp aangesloten op het gasnet en in 2007 op het waterleidingnet.

## Voorzieningen
Er is een café in het dorp en een brandweerkazerne.

## Verkeer en vervoer

### Autowegen
Er leiden regionale wegen naar het dorp.

### Spoorlijnen
Station Vrbičany ligt aan spoorlijn 110 Kralupy nad Vltavou - Slaný - Louny. Tot 2011 heette het station Vraný, naar de gelijknamige aangrenzende gemeente.

### Buslijnen
Er zijn twee bushaltes in het dorp:
| Halte                | Lijn | Route           | Vervoerder |
| -------------------- | ---- | --------------- | ---------- |
| Vrbičany             | 591  | Vraný - Klobuky | ČSAD Slaný |
| Vrbičany, Žel. zast. | 591  | Vraný - Klobuky | ČSAD Slaný |

## Bezienswaardigheden
- Dorpskapel

## Galerĳ

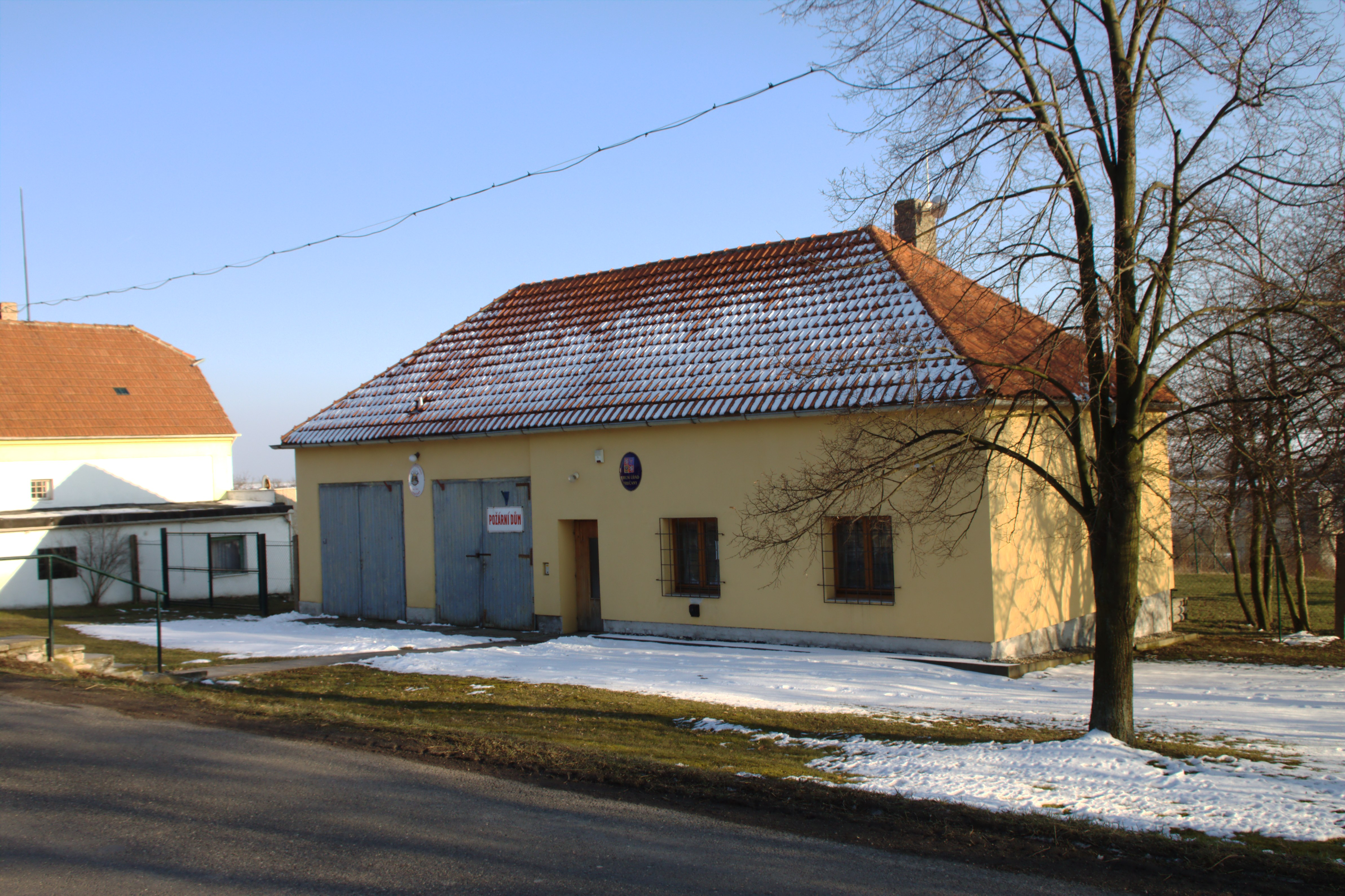
Brandweerkazerne
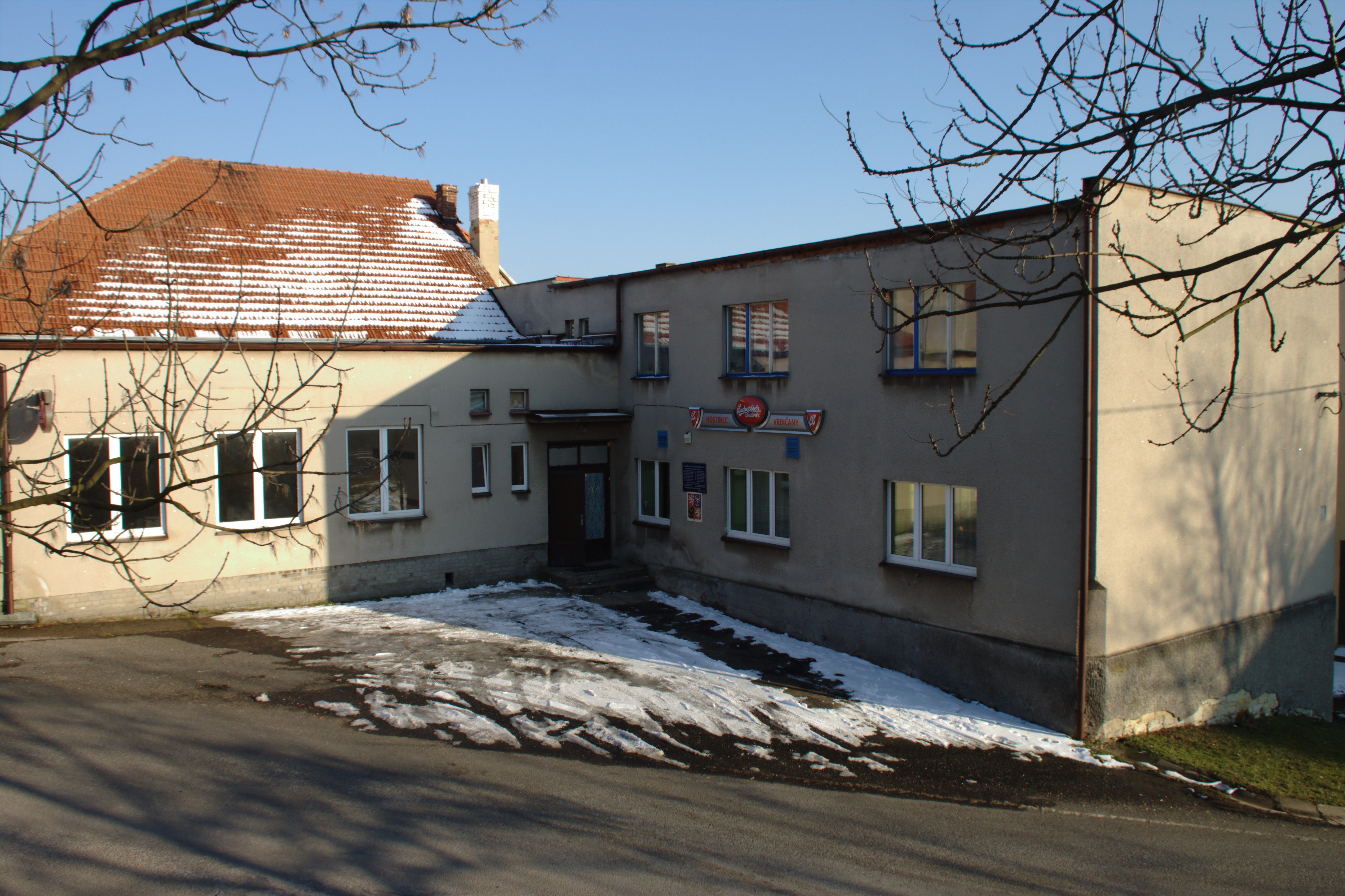
Dorpscafé
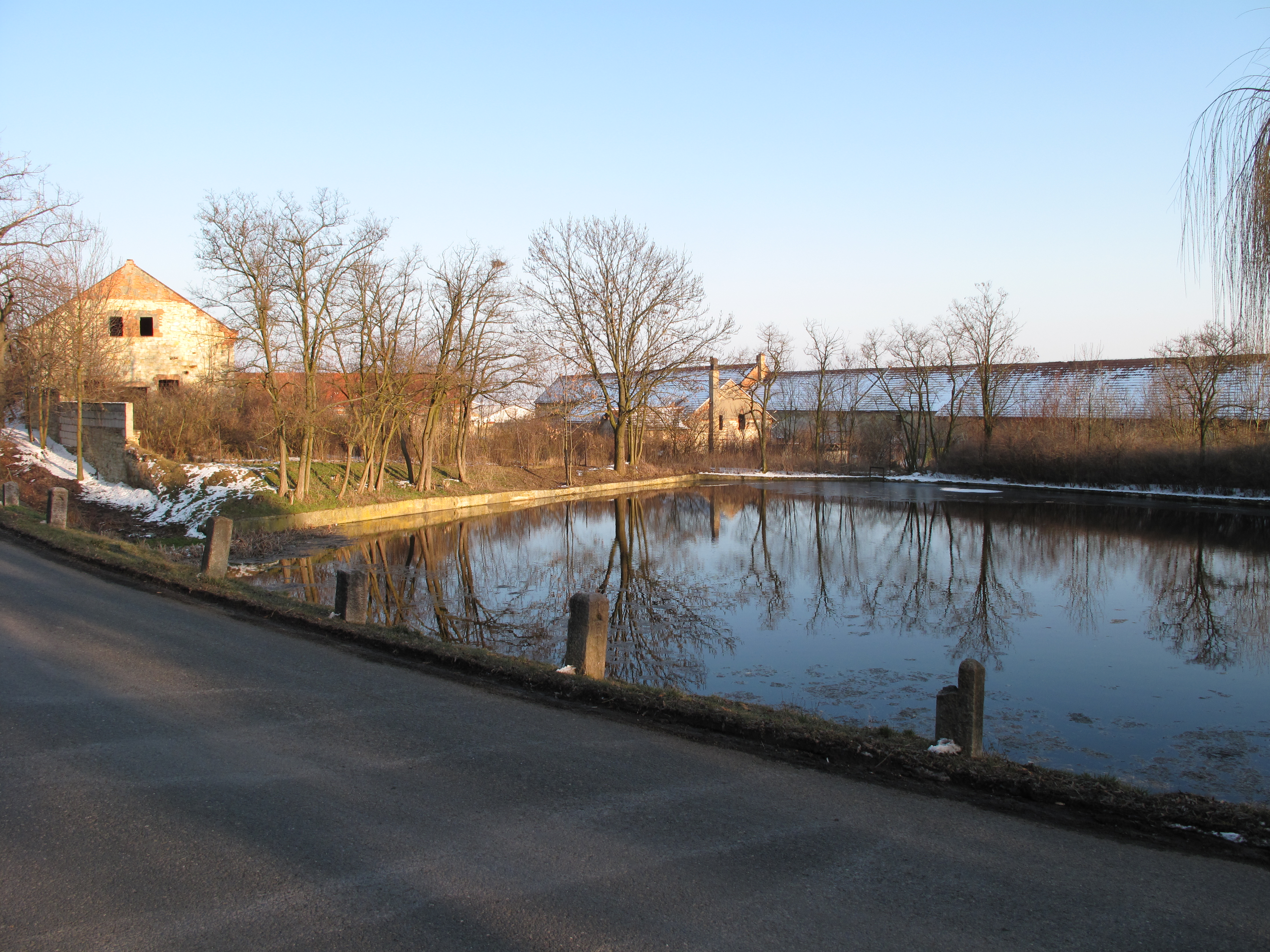
Dorpsvijver
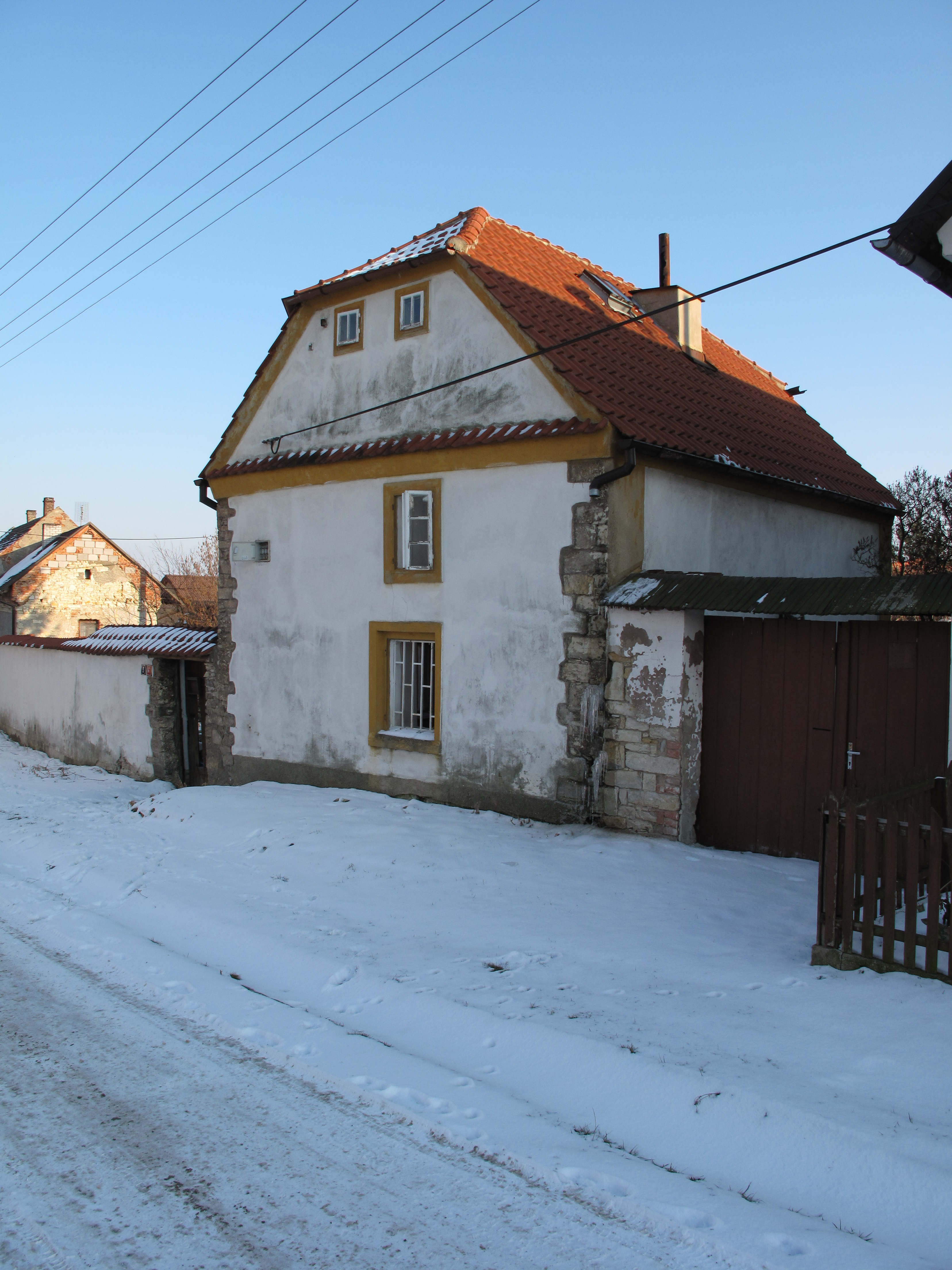
Huis in het dorp
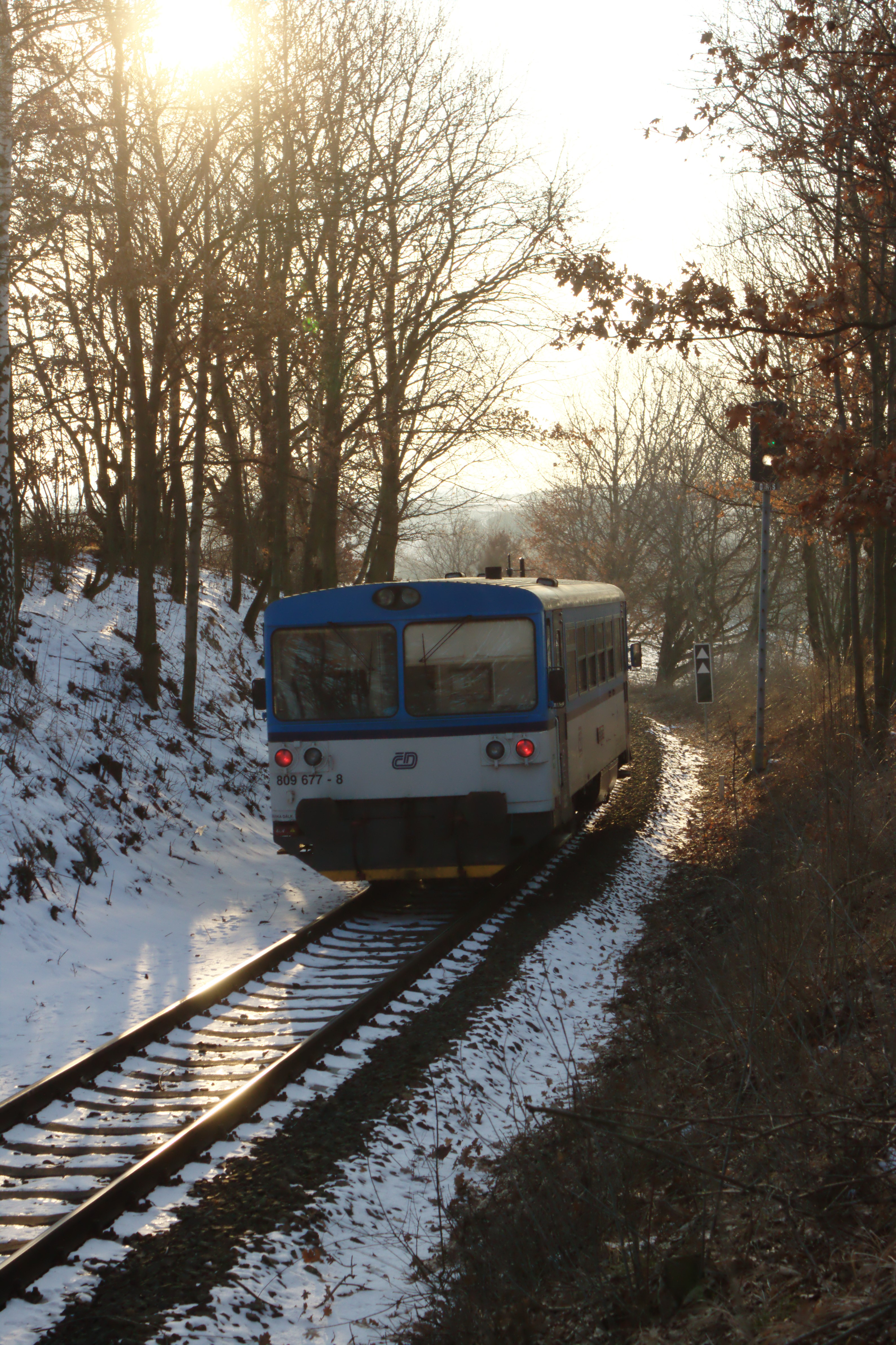
Trein nabij Vrbičany
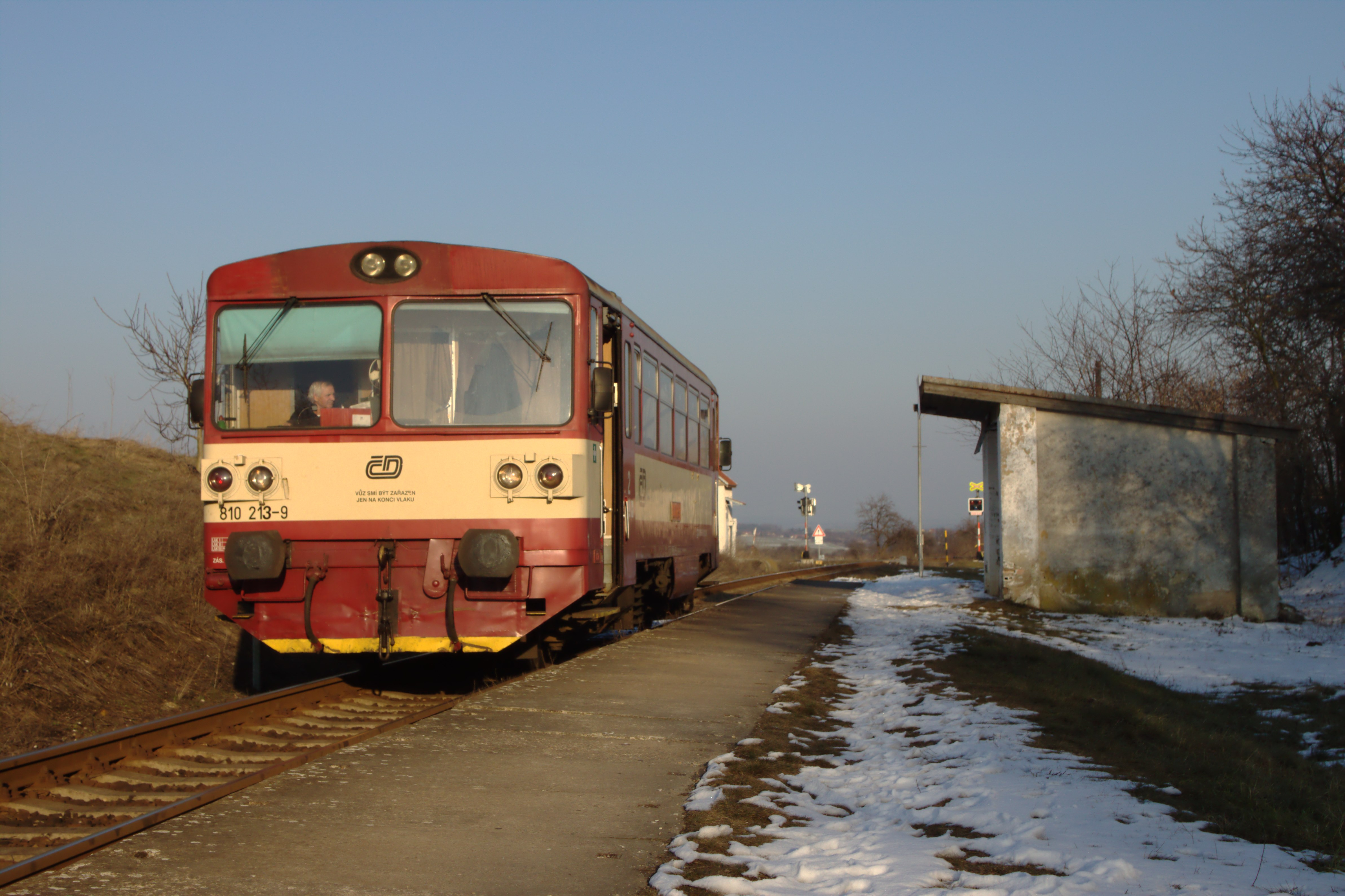
Trein op station Vrbičany
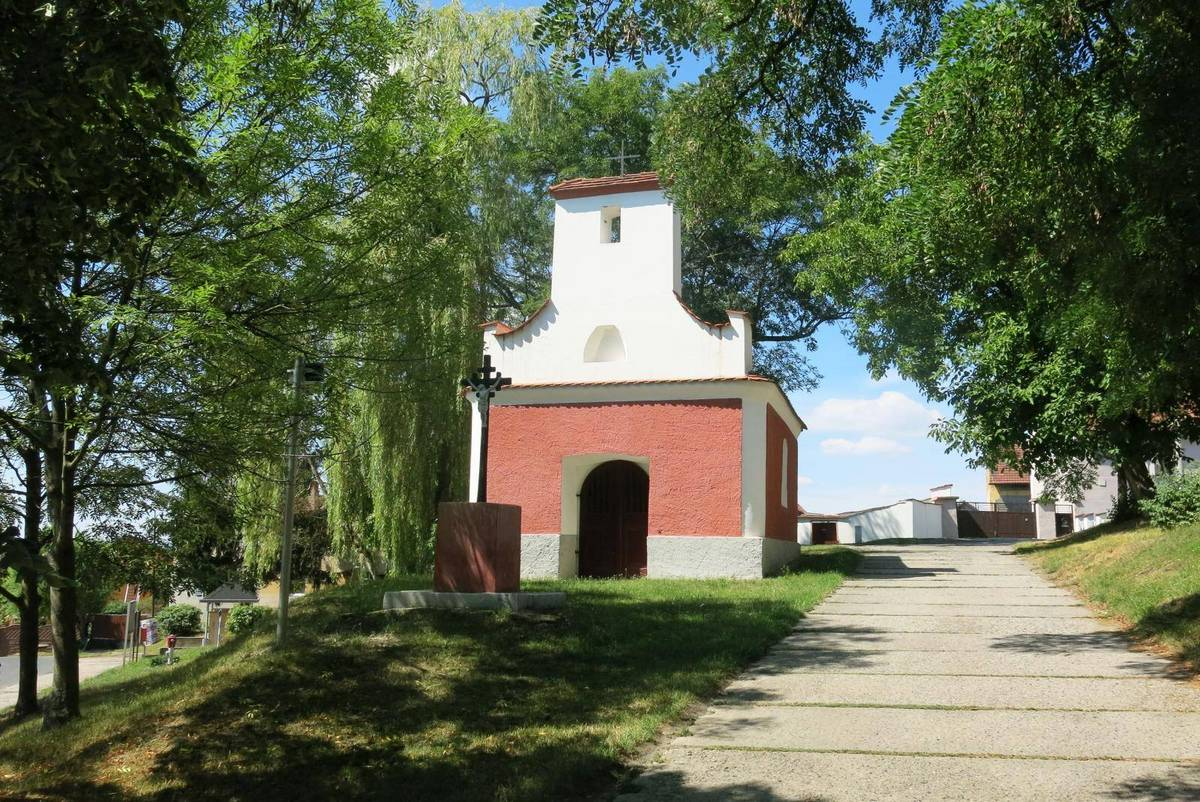
Dorpskapel